# Liga Femenina Challenge 2021-22
La Liga Femenina Challenge de baloncesto 2021-22 fue la primera edición de la Liga Femenina Challenge, que reemplazó a la Liga Femenina 2 como segunda máxima competición de clubes femeninos de baloncesto en España. La organizó la Federación Española de Baloncesto. 
La LF Challenge convirtió la temporada 2021-22 en la primera en la historia con tres Liga Femeninas FEB de ámbito nacional. 
Con la creación de la LF Challenge, la pirámide de competiciones de clubes femeninos quedó equiparada a la de los masculinos. 

## Sistema de competición
Emulando el exitoso sistema con el que ha contado la Liga LEB Oro durante la última década, la LF Challenge comenzó a andar bajo un único grupo de competición en el que sus 16 equipos se enfrentaron en una Liga Regular a ida/vuelta.
De este modo, la competición contó con un total de 30 jornadas.
Plazas de ascenso: A la conclusión de la Liga Regular (J.30), el equipo que logró conquistar la primera plaza, ascendió de manera directa a la Liga Femenina. Los equipos clasificados entre la segunda y la novena plaza accedieron a unos Playoffs en los que se puso en juego la segunda de ellas. Para ello, sus participantes disputaron una ronda de cuartos de final en formato ida/vuelta y tras la que, sus cuatro vencedores, se midieron en una Final Four en sede única (semifinales + final).
Plazas de descenso: Al término de la Liga Regular (J.30), los dos últimos clasificados de la competición (15.º y 16.º) descendieron a la Liga Femenina 2 de cara a la temporada 2022/23.

## Clubs participantes
Esta primera temporada, los 16 equipos de la LF Challenge fueron los siguientes, los dos equipos descendidos de la  Liga Femenina Endesa 20-21 y los mejores clasificados de los tres grupos que tenía la LF2 20-21, exceptuando a los dos primeros de los playoffs de ascenso que subieron directamente a la Liga Femenina Endesa 21-22:
| Equipo                                  | Ciudad                  | Posición 20-21   |
| --------------------------------------- | ----------------------- | ---------------- |
| Alter Enersun Al-Qázeres Extremadura    | Cáceres                 | Descenso LF 15.º |
| Recoletas Zamora                        | Zamora                  | Descenso LF 16.º |
| Barça CBS                               | Sant Feliu de Llobregat | LF2 Grupo C 1.º  |
| Osés Construcción Ardoi                 | Zizur Mayor             | LF2 Grupo A 2.º  |
| Vantage Towers Alcobendas               | Alcobendas              | LF2 Grupo B 2.º  |
| Lima-Horta Barcelona                    | Barcelona               | LF2 Grupo C 2.º  |
| Celta Zorka Recalvi                     | Vigo                    | LF2 Grupo A 3.º  |
| Hozono Global Jairis                    | Alcantarilla            | LF2 Grupo B 3.º  |
| Hierros Díaz Extremadura Miralvalle     | Plasencia               | LF2 Grupo A 4.º  |
| Sinergia Soluciones Real Canoe          | Madrid                  | LF2 Grupo B 4.º  |
| Advisoria Mataró Maresme                | Mataró                  | LF2 Grupo C 4.º  |
| Azkoitia Azpeitia ISB                   | Azcoitia                | LF2 Grupo A 5.º  |
| Manuela Fundación Raca                  | Granada                 | LF2 Grupo B 5.º  |
| NB Paterna                              | Paterna                 | LF2 Grupo B 6.º  |
| CAB Estepona Jardín de la Costa del Sol | Estepona                | LF2 Grupo B 7.º  |
| Club Joventut Badalona                  | Badalona                | LF2 Grupo C 7.º  |

## Liga Regular
| | Equipo                                  | J  | G  | P  | PF   | PC   | DP   | Puntos |
| --- | --------------------------------------- | -- | -- | -- | ---- | ---- | ---- | ------ |
| 1 | Barça CBS                               | 30 | 27 | 3  | 2119 | 1780 | 339  | 57     |
| 2 | Hozono Global Jairis                    | 30 | 24 | 6  | 2113 | 1741 | 372  | 54     |
| 3 | Recoletas Zamora                        | 30 | 22 | 8  | 2210 | 1854 | 356  | 52     |
| 4 | Manuela Fundación Raca                  | 30 | 21 | 9  | 2035 | 1778 | 257  | 51     |
| 5 | Vantage Towers Alcobendas               | 30 | 21 | 9  | 2117 | 1927 | 190  | 51     |
| 6 | CAB Estepona Jardín de la Costa del Sol | 30 | 18 | 12 | 2136 | 1979 | 157  | 48     |
| 7 | Osés Construcción Ardoi                 | 30 | 17 | 13 | 1764 | 1770 | -6   | 47     |
| 8 | Celta Zorka Recalvi                     | 30 | 16 | 14 | 2011 | 1898 | 113  | 46     |
| 9 | Lima-Horta Barcelona                    | 30 | 14 | 16 | 1809 | 1985 | -176 | 44     |
| 10 | Sinergia Soluciones Real Canoe          | 30 | 13 | 17 | 1915 | 2000 | -85  | 43     |
| 11 | Alter Enersun Al-Qázeres Extremadura    | 30 | 11 | 19 | 2008 | 2085 | -77  | 41     |
| 12 | Club Joventut Badalona                  | 30 | 10 | 20 | 1792 | 1977 | -185 | 40     |
| 13 | NB Paterna                              | 30 | 10 | 20 | 1814 | 2013 | -199 | 40     |
| 14 | Azkoitia Azpeitia ISB                   | 30 | 9  | 21 | 1941 | 2149 | -208 | 39     |
| 15 | Hierros Díaz Extremadura Miralvalle     | 30 | 4  | 26 | 1831 | 2235 | -404 | 34     |
| 16 | Advisoria Mataró Maresme                | 30 | 3  | 27 | 1618 | 2062 | -444 | 33     |
| Fuente: Federación Española de Baloncesto: Clasificación de la Liga Femenina Challenge; actualización automática |                                         |    |    |    |      |      |      |        |

## Playoffs
La final four se disputó el 30 de abril y el 1 de mayo en Alcantarilla, Murcia.  Resultaría vencedor el equipo local, el Hozono Global Jairis, derrotando en la final al Recoletas Zamora por 69 a 55, logrando un ascenso a Liga Femenina Endesa que supondría, además su debut, el debut de un equipo murciano en la máxima categoría. A el se sumaría el Barça CBS, ascendido de forma directa al resultar vencedor de la liga regular.
|  | Cuartos de final            | Cuartos de final            | Cuartos de final            | Cuartos de final            | Cuartos de final            | Cuartos de final            |                        |                        | Semifinales            | Semifinales            | Semifinales            | Semifinales | Semifinales | Semifinales |  |  | Final | Final | Final | Final | Final | Final |
|  |                             |                             |                             |                             |                             |                             |                        |                        |                        |                        |                        |             |             |             |  |  |       |       |       |       |       |       |
|  |                             |                             |                             |                             |                             |                             |                        |                        |                        |                        |                        |             |             |             |  |  |       |       |       |       |       |       |
|  |                             |                             |                             |                             |                             |                             |                        |                        |                        |                        |                        |             |             |             |  |  |       |       |       |       |       |       |
|  | 2 Hozono Global Jairis      | 2 Hozono Global Jairis      | 2 Hozono Global Jairis      | 2 Hozono Global Jairis      | 55                          | 81                          |                        |                        |                        |                        |                        |             |             |             |  |  |       |       |       |       |       |       |
|  | 2 Hozono Global Jairis      | 2 Hozono Global Jairis      | 2 Hozono Global Jairis      | 2 Hozono Global Jairis      | 55                          | 81                          |                        |                        |                        |                        |                        |             |             |             |  |  |       |       |       |       |       |       |
|  | 9 Lima-Horta Barcelona      | 9 Lima-Horta Barcelona      | 9 Lima-Horta Barcelona      | 9 Lima-Horta Barcelona      | 48                          | 46                          |                        |                        |                        |                        |                        |             |             |             |  |  |       |       |       |       |       |       |
|  | 9 Lima-Horta Barcelona      | 9 Lima-Horta Barcelona      | 9 Lima-Horta Barcelona      | 9 Lima-Horta Barcelona      | 48                          | 46                          | 2 Hozono Global Jairis | 2 Hozono Global Jairis | 2 Hozono Global Jairis | 2 Hozono Global Jairis | 2 Hozono Global Jairis | 69          |             |             |  |  |       |       |       |       |       |       |
|  |                             |                             |                             |                             |                             |                             | 2 Hozono Global Jairis | 2 Hozono Global Jairis | 2 Hozono Global Jairis | 2 Hozono Global Jairis | 2 Hozono Global Jairis | 69          |             |             |  |  |       |       |       |       |       |       |
|  |                             | 5 Vantage Towers Alcobendas | 5 Vantage Towers Alcobendas | 5 Vantage Towers Alcobendas | 5 Vantage Towers Alcobendas | 5 Vantage Towers Alcobendas | 67                     |                        |                        |                        |                        |             |             |             |  |  |       |       |       |       |       |       |
|  | 5 Vantage Towers Alcobendas | 5 Vantage Towers Alcobendas | 5 Vantage Towers Alcobendas | 5 Vantage Towers Alcobendas | 5 Vantage Towers Alcobendas | 5 Vantage Towers Alcobendas | 67                     | 68                     | 70                     |                        |                        |             |             |             |  |  |       |       |       |       |       |       |
|  | 5 Vantage Towers Alcobendas | 5 Vantage Towers Alcobendas | 5 Vantage Towers Alcobendas | 5 Vantage Towers Alcobendas |                             |                             |                        |                        |                        |                        |                        |             |             |             |  |  |       |       |       |       |       |       |
|  | 6 CAB Estepona JCS          | 6 CAB Estepona JCS          | 6 CAB Estepona JCS          | 6 CAB Estepona JCS          | 60                          | 57                          |                        |                        |                        |                        |                        |             |             |             |  |  |       |       |       |       |       |       |
|  | 6 CAB Estepona JCS          | 6 CAB Estepona JCS          | 6 CAB Estepona JCS          | 6 CAB Estepona JCS          | 60                          | 57                          | 2 Hozono Global Jairis | 2 Hozono Global Jairis | 2 Hozono Global Jairis | 2 Hozono Global Jairis | 2 Hozono Global Jairis | 69          |             |             |  |  |       |       |       |       |       |       |
|  |                             |                             |                             |                             |                             |                             | 2 Hozono Global Jairis | 2 Hozono Global Jairis | 2 Hozono Global Jairis | 2 Hozono Global Jairis | 2 Hozono Global Jairis | 69          |             |             |  |  |       |       |       |       |       |       |
|  |                             | 3 Recoletas Zamora          | 3 Recoletas Zamora          | 3 Recoletas Zamora          | 3 Recoletas Zamora          | 3 Recoletas Zamora          | 55                     |                        |                        |                        |                        |             |             |             |  |  |       |       |       |       |       |       |
|  | 3 Recoletas Zamora          | 3 Recoletas Zamora          | 3 Recoletas Zamora          | 3 Recoletas Zamora          | 3 Recoletas Zamora          | 3 Recoletas Zamora          | 55                     | 49                     | 80                     |                        |                        |             |             |             |  |  |       |       |       |       |       |       |
|  | 3 Recoletas Zamora          | 3 Recoletas Zamora          | 3 Recoletas Zamora          | 3 Recoletas Zamora          |                             |                             |                        |                        |                        |                        |                        |             |             |             |  |  |       |       |       |       |       |       |
|  | 8 Celta Zorka Recalvi       | 8 Celta Zorka Recalvi       | 8 Celta Zorka Recalvi       | 8 Celta Zorka Recalvi       | 54                          | 69                          |                        |                        |                        |                        |                        |             |             |             |  |  |       |       |       |       |       |       |
|  | 8 Celta Zorka Recalvi       | 8 Celta Zorka Recalvi       | 8 Celta Zorka Recalvi       | 8 Celta Zorka Recalvi       | 54                          | 69                          | 3 Recoletas Zamora     | 3 Recoletas Zamora     | 3 Recoletas Zamora     | 3 Recoletas Zamora     | 3 Recoletas Zamora     | 63          |             |             |  |  |       |       |       |       |       |       |
|  |                             |                             |                             |                             |                             |                             | 3 Recoletas Zamora     | 3 Recoletas Zamora     | 3 Recoletas Zamora     | 3 Recoletas Zamora     | 3 Recoletas Zamora     | 63          |             |             |  |  |       |       |       |       |       |       |
|  |                             | 4 Manuela Fundación Raca    | 4 Manuela Fundación Raca    | 4 Manuela Fundación Raca    | 4 Manuela Fundación Raca    | 4 Manuela Fundación Raca    | 51                     |                        |                        |                        |                        |             |             |             |  |  |       |       |       |       |       |       |
|  | 4 Manuela Fundación Raca    | 4 Manuela Fundación Raca    | 4 Manuela Fundación Raca    | 4 Manuela Fundación Raca    | 4 Manuela Fundación Raca    | 4 Manuela Fundación Raca    | 51                     | 64                     | 65                     |                        |                        |             |             |             |  |  |       |       |       |       |       |       |
|  | 4 Manuela Fundación Raca    | 4 Manuela Fundación Raca    | 4 Manuela Fundación Raca    | 4 Manuela Fundación Raca    |                             |                             |                        |                        |                        |                        |                        |             |             |             |  |  |       |       |       |       |       |       |
|  | 7 Osés Construcción Ardoi   | 7 Osés Construcción Ardoi   | 7 Osés Construcción Ardoi   | 7 Osés Construcción Ardoi   | 60                          | 48                          |                        |                        |                        |                        |                        |             |             |             |  |  |       |       |       |       |       |       |
|  | 7 Osés Construcción Ardoi   | 7 Osés Construcción Ardoi   | 7 Osés Construcción Ardoi   | 7 Osés Construcción Ardoi   | 60                          | 48                          |                        |                        |                        |                        |                        |             |             |             |  |  |       |       |       |       |       |       |

## Postemporada
Ascendieron a Liga Femenina:
- Barça CBS (Campeonas).
- Hozono Global Jairis (Subcampeonas).

Descendieron de Liga Femenina:
- Baxi Ferrol.
- (  Clarinos de la Laguna Tenerife también en posiciones de descenso, mantuvo la categoría por la renuncia y desaparición del  Campus Promete).[2]

Descendieron a Liga Femenina 2:
- Hierros Díaz Miralvalle.
- Advisoria Boet Mataró.
- RACA Granada (descendió al intercambiar su plaza con el  Milar Córdoba Baloncesto Femenino).[3]

Ascendieron desde Liga Femenina 2:
- Picken Claret.
- Vega Lagunera Toyota Adareva Tenerife.
- Melilla Sport Capital La Salle (al ocupar vacantes).
- Milar Córdoba Baloncesto Femenino (ascendió al intercambiar su plaza con el  RACA Granada).[3]